# Glypta parvicaudata
Glypta parvicaudata là một loài tò vò trong họ Ichneumonidae.